# تپه دم کوهک
تپه دم کوهک مربوط به سدهٔ ۹–۵ ه.ق است و در شهرستان زهک، بخش مرکزی، دهستان خواجه احمد، ۵۰۰ متری غرب روستای حاجی نبی، ۷۰۰ متری شمال شرقی سد کوهک واقع شده و این اثر در تاریخ ۱۲ دی ۱۳۸۶ با شمارهٔ ثبت ۲۰۳۶۸ به‌عنوان یکی از آثار ملی ایران به ثبت رسیده است.